# Couvains (Orne)
Pour les articles homonymes, voir Couvains.
Couvains est une ancienne commune française, située dans le département de l'Orne en région Normandie, devenue le 1er janvier 2016 une commune déléguée au sein de la commune nouvelle de La Ferté-en-Ouche.
Elle est peuplée de 191 habitants (les Couvinois).

## Géographie
| Notre-Dame-du-Hamel (Eure) | Mesnil-Rousset (Eure) | La Haye-Saint-Sylvestre (Eure), Chambord (Eure) |
| Anceins                    | Couvains              | Glos-la-Ferrière                                |
| Gauville                   | Gauville              | Glos-la-Ferrière                                |

## Histoire
En 1840, Couvains (304 habitants en 1836) absorbe Soccane (205 habitants).
Le 1er janvier 2002, Couvains (121 habitants en 1999) absorbe Marnefer (53 habitants).

## Politique et administration
Le conseil municipal était composé de onze membres dont le maire et ses adjoints.

## Démographie
En 2021, la commune comptait 191 habitants. Depuis 2004, les enquêtes de recensement dans les communes de moins de 10 000 habitants ont lieu tous les cinq ans (en 2005, 2010, 2015, etc. pour Couvains) et les chiffres de population municipale légale des autres années sont des estimations.
| 1793 | 1800 | 1806 | 1821 | 1836 | 1841 | 1846 | 1851 | 1856 |
| ---- | ---- | ---- | ---- | ---- | ---- | ---- | ---- | ---- |
| 317  | 328  | 409  | 393  | 304  | 468  | 437  | 461  | 410  |

| 1861 | 1866 | 1872 | 1876 | 1881 | 1886 | 1891 | 1896 | 1901 |
| ---- | ---- | ---- | ---- | ---- | ---- | ---- | ---- | ---- |
| 387  | 373  | 333  | 318  | 276  | 262  | 267  | 253  | 255  |

| 1906 | 1911 | 1921 | 1926 | 1931 | 1936 | 1946 | 1954 | 1962 |
| ---- | ---- | ---- | ---- | ---- | ---- | ---- | ---- | ---- |
| 252  | 228  | 221  | 239  | 217  | 207  | 214  | 207  | 222  |

| 1968 | 1975 | 1982 | 1990 | 1999 | 2005 | 2010 | 2015 | 2019 |
| ---- | ---- | ---- | ---- | ---- | ---- | ---- | ---- | ---- |
| 185  | 143  | 117  | 102  | 121  | 200  | 172  | 195  | 198  |

## Lieux et monuments
- Église Saint-Médard de Couvains (XVIe siècle).
- Église Saint-Laurent de Marnefer (XVIe siècle).
- Château de Caumont.